# Mahmoud Fathi
Mahmoud Fathi (tiếng Ả Rập: محمود فتحي; sinh ngày 7 tháng 5 năm 1988) là một cầu thủ bóng đá người Ai Cập hiện tại thi đấu ở vị trí tiền vệ phòng ngự cho câu lạc bộ Ai Cập Raja CA. Vào tháng 8 năm 2015, Fathi ký bản hợp đồng 3 năm trị giá 700.000 EGP cho Smouha SC từ Enppi, 4 tháng sau anh được cho mượn đến El Dakhleya sau khi huấn luyện viên Moamen Soliman nói rằng ông không cần cầu thủ này.